# دوريان أوكسلياني
دوريان أوكسلياني (الاسم العلمي:Durio oxleyanus) هو نوع من النباتات يتبع جنس الدوريان من الفصيلة الخبازية.